# ابوعبدالله هروی
ابو عبدالله مختار بن احمد هروی، از مشایخ و عرفای بزرگ هرات در قرن سوم هجری است. و با طاهریان و صفاریان هم عصر بوده‌است. بزرگانی چون ابوزید بسطامی و شیخ ابراهیم متنبه هروی، هم عصر وی بوده‌اند.
این عارف در هرات زندگی کرد و در همانجا نیز وفات نمود و در گورستان شهر هرات مدفون است.
سال وفات وی ۲۷۷ هجری قمری و زمان استیلای یعقوب لیث صفاری است.

## منبع
- ابراهیم زنگنه (۱۳۷۰)، تاریخ رجال شرق خراسان جلد اول (ولایت خواف از قرن اول تا قرن نهم هجری- قمری)، نشر خاطره